# Acta Ornithologica
Acta Ornithologica est une revue scientifique bisannuelle à comité de lecture spécialisée dans l'ornithologie. Créée initialement en 1933 sous le nom de Acta Ornithologica Musei Zoologici Polonici elle porte son nom actuel depuis 1953. Cette revue est publiée par le muséum zoologique de Pologne affilié à l'Académie polonaise des sciences.
Les articles sont rédigés en anglais avec un sommaire en polonais.